# Ids Postma
Ids Hylke Postma (Deersum, 28 december 1973) is een voormalig Nederlands langebaanschaatser.

## Biografie
Postma liet meteen van zich spreken door in zijn debuutjaar bij de junioren (1993) een zilveren medaille te halen tijden het WK voor junioren dat werd gehouden in het Italiaanse Baselga di Pinè. Hij debuteerde een jaar later (1994) bij de senioren. In dat jaar won hij meteen de NK allround en werd hij achter Johann Olav Koss tweede bij de WK allround. In 1997 won Postma zowel het EK als het WK allround.
Zijn sportieve hoogtepunt beleefde Postma in 1998, toen hij niet alleen wereldkampioen allround werd, maar vervolgens op de Olympische Winterspelen in Nagano ook goud veroverde op de 1000 meter. Op zijn specialiteit - de 1500 meter - werd hij nipt verslagen door de Noor Ådne Søndrål. Achteraf bleek dat de ijzers van zijn schaatsen niet in orde waren, een feit waarop hij door twee Canadese schaatsers werd gewezen . In november 1997 reed Postma in Berlijn als eerste schaatser een officieel wereldrecord op de 1500 meter onder de grens van 1.50,00. Erben Wennemars was hem die zomer voorgegaan als eerste schaatser die deze grens doorbrak, maar dát record werd niet erkend door de ISU. Het record van Postma bleef niet lang staan, want een paar uur later reed Kevin Overland in Calgary het alweer uit de boeken.
Vanaf 2001 namen de sportieve prestaties van Postma langzaam af. Hij ging ook inline-skaten. Op 28 oktober 2004 werd bekend dat hij definitief zou stoppen met wedstrijdschaatsen om zich helemaal te kunnen gaan richten op de familieboerderij in Deersum.

## Privéleven
Postma trouwde op 11 augustus 2009 met de Duitse langebaanschaatsster Anni Friesinger. Ze hebben twee dochters. Postma was de vriend van het in 1994 op 19-jarige leeftijd verongelukte schaatstalent Renske Vellinga.

## Records

### Persoonlijke records
| Afstand      | Tijd     | Datum            | Baan           |
| ------------ | -------- | ---------------- | -------------- |
| 500 meter    | 35,99    | 30 november 2001 | Salt Lake City |
| 1000 meter   | 1.09,15  | 16 februari 2002 | Salt Lake City |
| 1500 meter   | 1.45,41  | 19 februari 2002 | Salt Lake City |
| 3000 meter   | 3.50,87  | 15 november 2002 | Erfurt         |
| 5000 meter   | 6.32,92  | 30 januari 2000  | Calgary        |
| 10.000 meter | 13.45,91 | 15 maart 1998    | Heerenveen     |

### Wereldrecords
| Nr. | Afstand        | Tijd    | Datum            | Baan       |
| --- | -------------- | ------- | ---------------- | ---------- |
| 1.  | 1500 meter     | 1.49,81 | 29 november 1997 | Berlijn    |
| 2.  | Grote vierkamp | 153,367 | 15 maart 1998    | Heerenveen |

#### Wereldrecords laaglandbaan (officieus)
| Nr. | Afstand    | Tijd    | Datum            | Baan    |
| --- | ---------- | ------- | ---------------- | ------- |
| 1.  | 1500 meter | 1.49,81 | 29 november 1997 | Berlijn |
| 2.  | 1000 meter | 1.10,64 | 7 februari 1998  | Nagano  |

## Resultaten
| Jaar | NK Afstanden                          | NK Allround         | EK Allround            | WK Allround      | NK Sprint         | WK Sprint                | WK Afstanden      | Olympische Spelen           | Wereldbeker                   | WK Junioren  |
| ---- | ------------------------------------- | ------------------- | ---------------------- | ---------------- | ----------------- | ------------------------ | ----------------- | --------------------------- | ----------------------------- | ------------ |
| 1993 | 16e 500m 7e 1000m 11e 1500m           | -                   | -                      | -                | -                 | -                        |                   |                             | -                             | · (, , 8e, ) |
| 1994 | NS2 500m · 1500m · 4e 5000m · 10.000m | · (, )              | 4e · (, 6e, 4e, 6e)    | · (, 19e, 6e, )  | -                 | -                        |                   | -                           | -                             |              |
| 1995 | 18e 5000m                             | -                   | -                      | -                | -                 | -                        |                   |                             |                               |              |
| 1996 | 5000m                                 | · (, 4e, 4e, )      | · (, 5e, , 4e)         | · (, )           | -                 | -                        | 15e 1500m · 5000m |                             | 10e 1500m 6e 5k/10k           |              |
| 1997 | -                                     | -                   | · (, )                 | · (, 8e, , 4e)   | -                 | -                        | 9e 5000m          |                             | 5e 1500m 10e 5k/10k           |              |
| 1998 | 1000m · 4e 1500m · 6e 5000m           | -                   | -                      | · (, , 4e)       | · (4e, , )        | -                        | 1500m             | 38e 500m · 1000m · 1500m    | 1500m · 19e 5k/10k            |              |
| 1999 | 1000m · 4e 1500m · 4e 5000m           | · (, , 6e)          | NC25 · (26e, 15e, , -) | -                | 5e · (5e, 4e, , ) | -                        | 1500m             |                             | 35e 1000m · 1500m · 8e 5k/10k |              |
| 2000 | -                                     | · (, 7e, , 7e)      | · (4e, 6e, , 12e)      | · (, 7e, , 9e)   | -                 | -                        | 1500m             |                             | 1500m · 9e 5k/10k             |              |
| 2001 | 8e 1000m 9e 1500m 14e 5000m           | · (, 8e, , 7e)      | · (, 4e, 4e, 7e)       | · (, , 8e)       | -                 | -                        | -                 |                             | 8e 1500m                      |              |
| 2002 | 7e 1000m 10e 1500m 6e 5000m           | · (, 7e, , 4e)      | -                      | -                | 4e · (4e, , 4e, ) | 18e (24e, 19e, 21e, 12e) |                   | 27e 500m 17e 1000m 5e 1500m | 32e 1000m 15e 1500m           |              |
| 2003 | 5e 1500m · 5000m                      | 6e (4e, 9e, 7e, 8e) | -                      | · (, 4e, 4e, 6e) | -                 | -                        | 6e 1500m          |                             | 6e 1500m 16e 5k/10k           |              |
| 2004 | 1500m · 8e 5000m · 5e 10.000m         | 5e (4e, 5e, 4e, 8e) | -                      | -                | -                 | -                        | -                 |                             | 7e 1500m                      |              |

- = geen deelname
NS# = niet gestart op de #e afstand.
NC# = niet gekwalificeerd voor de laatste afstand, maar wel als #e geklasseerd in de eindrangschikking
(#, #, #, #) = afstandspositie op allroundtoernooi (500m, 5000m, 1500m, 10.000m). Junioren: (500m, 3000m, 1500m, 5000m). Sprint: (1e 500m, 1e 1000m, 2e 500m, 2e 1000m)

### Wereldbekerwedstrijden
| Jaar | 500m                                      | 1000m                              | 1500m                 | 5k/10k                       |
| ---- | ----------------------------------------- | ---------------------------------- | --------------------- | ---------------------------- |
| 1995 | -, -, -, -, 29e, 31e, -, -, -, -, -, -, - | -, -, -, -, 32e, -, -, -, -, -     |                       |                              |
| 1996 |                                           |                                    | -, , 12e, 5e, 5e, 11e | -, 1e (B), 5e, 8e, 7e, , 7e* |
| 1997 |                                           |                                    | , , 11e, -, 6e, -     | 12e, 7e, 9e, -*, -*, -,      |
| 1998 |                                           |                                    | , , -, , , -          | 19e, 1e (B), -, 11e*, -, -   |
| 1999 |                                           | -, -, -, -, -, -, 1e (B), -, -     | , , 7e, , 7e          | 8e, 20e*, 4e, , 16e          |
| 2000 |                                           |                                    | , 16e, 4e, ,          | 14e, -*, 9e, -, 6e           |
| 2001 |                                           | -, -, -, -, -, -, -, -, -, 23e (B) | -, -, , 4e, 14e       |                              |
| 2002 |                                           | -, -, -, 28e (B), -, -, 1e (B)     | -, -, -, -, 4e, 6e    |                              |
| 2003 |                                           |                                    | 15e, 9e, 4e, 18e, 7e, | 10e, 11e, 6e, -*, 11e, -     |
| 2004 |                                           |                                    | 13e, , , -, -         |                              |

- = geen deelname
* = 10000m
(B) = B-divisie

### Medaillespiegel
| Kampioenschap              | Goud | Zilver | Brons |
| -------------------------- | ---- | ------ | ----- |
| NK Afstanden               | 0    | 0      | 7     |
| NK Allround wedstrijden    | 8    | 4      | 3     |
| NK Allround eindklassement | 2    | 3      | 1     |
| EK Allround wedstrijden    | 5    | 2      | 3     |
| EK Allround eindklassement | 1    | 1      | 2     |
| WK Allround wedstrijden    | 7    | 5      | 5     |
| WK Allround eindklassement | 2    | 4      | 1     |
| NK Sprint wedstrijden      | 2    | 3      | 2     |
| NK Sprint eindklassement   | 0    | 0      | 1     |
| WK Afstanden               | 3    | 1      | 0     |
| Olympische Spelen          | 1    | 1      | 0     |
| Wereldbeker wedstrijden    | 7    | 4      | 9     |
| Wereldbeker eindklassement | 1    | 2      | 0     |
| WK Junioren                | 0    | 1      | 0     |
| Totaal                     | 39   | 31     | 34    |

1976: Peter Mueller ·
1980: Eric Heiden ·
1984: Gaétan Boucher ·
1988: Nikolaj Goeljajev ·
1992: Olaf Zinke ·
1994: Dan Jansen ·
1998: Ids Postma ·
2002: Gerard van Velde ·
2006: Shani Davis ·
2010: Shani Davis ·
2014: Stefan Groothuis ·
2018: Kjeld Nuis ·
2022: Thomas Krol
Onofficiële Europese kampioenschappen

1891: Onbeslist ·
1892: Onbeslist · 
1946: Göthe Hedlund 

Officiële Europese kampioenschappen

1893: Rudolf Ericson · 
1894: Onbeslist ·
1895: Alfred Næss · 
1896: Julius Seyler · 
1897: Julius Seyler · 
1898: Gustaf Estlander · 
1899: Peder Østlund · 
1900: Peder Østlund · 
1901: Rudolf Gundersen · 
1902: Johan Schwartz · 
1903: Onbeslist ·
1904: Rudolf Gundersen · 
1905: Johan Vikander · 
1906: Rudolf Gundersen · 
1907: Moje Öholm · 
1908: Moje Öholm · 
1909: Oscar Mathisen · 
1910: Nikolaj Stroennikov · 
1911: Nikolaj Stroennikov · 
1912: Oscar Mathisen · 
1913: Vasilij Ippolitov · 
1914: Oscar Mathisen · 
1922: Clas Thunberg · 
1923: Harald Strøm · 
1924: Roald Larsen · 
1925: Otto Polacsek · 
1926: Julius Skutnabb · 
1927: Bernt Evensen · 
1928: Clas Thunberg · 
1929: Ivar Ballangrud · 
1930: Ivar Ballangrud · 
1931: Clas Thunberg · 
1932: Clas Thunberg · 
1933: Ivar Ballangrud · 
1934: Michael Staksrud · 
1935: Karl Wazulek · 
1936: Ivar Ballangrud · 
1937: Michael Staksrud · 
1938: Charles Mathiesen · 
1939: Alfons Bērziņš · 
1947: Åke Seyffarth · 
1948: Reidar Liaklev · 
1949: Sverre Farstad · 
1950: Hjalmar Andersen · 
1951: Hjalmar Andersen · 
1952: Hjalmar Andersen · 
1953: Kees Broekman · 
1954: Boris Sjilkov · 
1955: Sigge Ericsson · 
1956: Jevgeni Grisjin · 
1957: Oleg Gontsjarenko · 
1958: Oleg Gontsjarenko · 
1959: Knut Johannesen · 
1960: Knut Johannesen · 
1961: Viktor Kositsjkin · 
1962: Robert Merkoelov · 
1963: Nils Egil Aaness · 
1964: Ants Antson · 
1965: Eduard Matoesevitsj · 
1966: Ard Schenk · 
1967: Kees Verkerk · 
1968: Fred Anton Maier · 
1969: Dag Fornæss · 
1970: Ard Schenk · 
1971: Dag Fornæss · 
1972: Ard Schenk · 
1973: Göran Claeson · 
1974: Göran Claeson · 
1975: Sten Stensen · 
1976: Kay Arne Stenshjemmet · 
1977: Jan Egil Storholt · 
1978: Sergej Martsjoek · 
1979: Jan Egil Storholt · 
1980: Kay Arne Stenshjemmet · 
1981: Amund Sjøbrend · 
1982: Tomas Gustafson · 
1983: Hilbert van der Duim · 
1984: Hilbert van der Duim · 
1985: Hein Vergeer · 
1986: Hein Vergeer · 
1987: Nikolaj Goeljajev · 
1988: Tomas Gustafson · 
1989: Leo Visser · 
1990: Bart Veldkamp · 
1991: Johann Olav Koss · 
1992: Falko Zandstra · 
1993: Falko Zandstra · 
1994: Rintje Ritsma · 
1995: Rintje Ritsma · 
1996: Rintje Ritsma · 
1997: Ids Postma · 
1998: Rintje Ritsma · 
1999: Rintje Ritsma · 
2000: Rintje Ritsma · 
2001: Dmitri Sjepel · 
2002: Jochem Uytdehaage · 
2003: Gianni Romme · 
2004: Mark Tuitert · 
2005: Jochem Uytdehaage · 
2006: Enrico Fabris · 
2007: Sven Kramer · 
2008: Sven Kramer · 
2009: Sven Kramer · 
2010: Sven Kramer · 
2011: Ivan Skobrev · 
2012: Sven Kramer · 
2013: Sven Kramer · 
2014: Jan Blokhuijsen · 
2015: Sven Kramer · 
2016: Sven Kramer · 
2017: Sven Kramer · 
2019: Sven Kramer · 
2021: Patrick Roest · 
2023: Patrick Roest · 
2025: Sander Eitrem